# Ixamatus webbae
Ixamatus webbae là một loài nhện trong họ Nemesiidae.
Ixamatus webbae được miêu tả năm 1982 bởi Raven.